# André Bastien
André Victor Eugène Léon Bastien (Fouleng, 12 november 1938) is een Belgisch voormalig kolonel, PS-kabinetschef en gedelegeerd bestuurder van De Post.

## Levensloop
André Bastien was kolonel en topman van de SGA, de aankoopdienst van het Belgisch leger. In de jaren 1980 en begin jaren 1990 was hij kabinetschef van ministers van Defensie François-Xavier de Donnea (PRL) en Guy Coëme (PS). Hij was betrokken bij het Agustaschandaal dat in 1994 uitlekte. Uit verklaringen van legerofficieren bleek dat hij druk zou hebben uitgeoefend, onder meer op de aankoopdienst van het leger, om de Belgische F-16 uit te rusten met het elektronische beveiligingssysteem Carapace van de Franse vliegtuigbouwer Dassault. Nog voor Bastien kabinetsmedewerker van Coëme was had hij zowel in Italië als in België ontmoetingen met Italiaanse socialisten en met vertegenwoordigers van het Italiaanse helikopterbedrijf Agusta. Hiervan was niet Coëme, maar wel PS-voorzitter Guy Spitaels op de hoogte. In 1998 werd hij hiervoor veroordeeld tot zes maanden voorwaardelijke gevangenisstraf en een boete van 6000 frank wegens valsheid in geschrifte en passieve corruptie.
In 1991 werd hij directeur en in 1997 gedelegeerd bestuurder van De Post. Begin 2000 volgde Frans Rombouts hem op.